# Víctor Mora
Víctor Manuel Mora García (Bogotá, 24 de novembro de 1944) é um ex-atleta colombiano, um dos mais representativos fundistas da Colômbia nos anos 70 e 80.
Participou dos Jogos Olímpicos de Munique 1972 e Montreal 1976 e dos Jogos Pan-americanos de Winnipeg 1967 e Cali 1971. Suas principais conquistas foram no âmbito latino-americano, com três vitórias na Meia-Maratona de San Blas, em Porto Rico (1972–73–75) e quatro vitórias na Corrida de São Silvestre, no Brasil (1972–73–75–81).